# Mošenskoe
Mošenskoe (in russo Мошенское?) è un villaggio della Russia europea nordoccidentale, situato nella oblast' di Novgorod; è il centro amministrativo del rajon Mošenskoj.
Si trova sul fiume Uver', 243 km a est di Velikij Novgorod e 50 km a nord-est di Boroviči.